# Quilderico II
Quilderico II (653 — 675) foi rei da Austrásia a partir de 662 e da Nêustria (incluindo a Borgonha) a partir de 673 até sua morte em 675.

## Vida
Era o segundo filho mais velho de Clóvis II. Seu irmão Clotário III foi brevemente rei único dos francos a partir de 661, entregando-lhe a Austrásia no ano seguinte.
Em 662, embora uma criança, ele foi proclamado rei da Austrásia, enquanto seu irmão, Clotário III, continuou a governar sobre o resto dos domínios herdados de seu pai, Clóvis II. Após a morte de Clotário em 673, Teodorico III, seu irmão mais jovem, herdou seus reinos. Quilderico logo o expulsou e tomou seu reino, tornando-se rei de todos os francos. Ele fez de seu prefeito do palácio da Austrásia, Vulfoaldo, também prefeito na Nêustria e Borgonha. Isto incomodou os neustrianos, que estavam acostumados à independência. A gota d'água, contudo, foi a punição ilegal (corporal) do nobre Bodilo. Bodilo, Amalberto e Ingoberto, três nobres neustrianos, conspiraram contra ele. 
Quilderico foi assassinado, junto com sua esposa Biliquilda, em Livry, Picardia, enquanto caçava em 675, e foi sepultado na Abadia de Saint-Germain-des-Prés, próximo a Paris, onde a sua tumba, a de sua esposa e a do seu filho infante Dagoberto foram descobertas em 1645. O conteúdo das tumbas foi roubado.

## Pais
♂ Clóvis II (◊ c. 635 † 657)
♀ Batilda (◊ c. 626 † 680)

## Casamentos e filhos
- em c. 668 com Biliquilda (◊ 651 † c. 675), sua prima, filha de Sigeberto III

1. ♂ Dagoberto da Nêustria (◊ ? † c. 675)
2. ♂ Quilperico II (◊ c. 670 † 721)